# Гонсалес, Монсеррат
Монсеррат Гонсалес Бенитес (род. 1 июля 1994, Асунсьон)  — теннисистка из Парагвая.

## Карьера
За свою карьеру она выиграла одиннадцать титулов в одиночном разряде и восемь титулов в парном разряде на цикле женских турниров ITF. 
12 сентября 2016 года она достигла 150-го места в мире в одиночном разряде. 
19 июня 2017 года она достигла 170-го места в рейтинге парного разряда.
Выступала за сборную Парагвая, результат в Кубке Федерации — 42 победы и 20 поражений.
Объявила об уходе из профессионального тенниса в 2021 году.